# Chikkasagarahalli, Chik Ballapur
Chikkasagarahalli là một làng thuộc tehsil Chik Ballapur, huyện Kolar, bang Karnataka, Ấn Độ.